# Katarzyna Yi
Św. Katarzyna Yi (ko. 이 가타리나) (ur. 1783 w Seulu, Korea – zm. wrzesień 1839 tamże) – święta Kościoła katolickiego, męczennica.
Katarzyna Yi urodziła się w rodzinie katolickiej. Poślubiła poganina, ale pod jej wpływem mąż stał się chrześcijaninem. Żeby uniknąć lokalnych prześladowań zdecydowała się przeprowadzić razem z córką Magdaleną Cho do Seulu. Biskup Imbert pomógł im znaleźć schronienie w domu katolików. W Seulu nie było jednak bezpiecznie dla chrześcijan. Katarzyna Yi została aresztowana razem z córką w końcu czerwca lub na początku lipca 1839 roku. Torturowano je, żeby wyrzekły się wiary. Zmarły w więzieniu w odstępie kilku dni.
Dzień jej wspomnienia przypada 20 września (w grupie 103 męczenników koreańskich).
Beatyfikowana razem z córką Magdaleną Cho 5 lipca 1925 roku przez Piusa XI, kanonizowana 6 maja 1984 roku przez Jana Pawła II w grupie 103 męczenników koreańskich.